# 윈도우 코어 OS
윈도우 코어 OS(Windows Core OS)는 마이크로소프트에서 개발중인 윈도우 10X기반 운영체제이다.

## 상세
안드로메다 OS 시절부터 레거시 지원을 들어낸 OS를 개발 중이라는 말은 지속적으로 나왔었고 윈도우 10X의 폐기 이후로 추가 정보는 없던 상황이었으나 윈도우 11 유출 후 얼마 지나지 않아 7월에 윈도우 11보다 빌드 버전이 높은 OS 이미지가 유출되었다. 커널 버전은 NT 11.0.이다.
현재 7월을 기준으로 확인된 빌드들이 아무리 봐도 윈도우 11의 같은 7월 버전보다 훨씬 높다. 그리고 이 빌드들에 각각 21H2와 22H2의 변경점이 미리 적용되어 있는데, 이때는 윈도우 11 22H2가 공개되기 전이다. 즉, 윈도우 코어 OS의 변경점을 윈도우 11로 가져온 것이다. 심지어 유출된 버전은 7월 버전이므로 시기상 많이 지난 현재는 윈도우 11 22H2의 빌드보다 한참 앞서있을 것으로 추정된다.
22570빌드 기준으로 cmd를 비롯한 각종 앱이 웹 기반으로 구동되는 것으로 보인다.
정황을 볼 때 전체적으로 첫 개발은 19042를 기반으로 시작된 것으로 보인다. 윈도우 10X가 2020년 이전 안드로메다 OS 시절 빌드를 기반으로 개발되었고, 윈도우 코어 OS가 폐기된 윈도우 10X를 기반으로 개발된 것이다. 
윈도우 코어 OS는 오픈소스로 공개될 예정이다.